# Лидия Ковачева
Лидия Николаева Ковачева-Цухлева е българска художничка, диетоложка и природолечителка.

## Произход
Нейната баба по майчина линия Варвара (Вата), родом от Врачанско, още малка, по време на Руско-турската война от 1877 – 1878 г. е осиновена от генерал Михаил Добромиров (или Драгомиров). Баба ѝ се омъжва в Киев за държавния служител Василий Крижановски (или Кржижановски).
Дъщеря им Мария (акушерка) се омъжва в Киев за студента по стоматология Николай Цухлев от Видин, син на учителя историк Димитър Цухлев и на полуиталианката Евгения Горини. Имат 2 дъщери: Лидия и Евгения (родена във Видин).

## Ранни години
Лидия Цухлева е родена в Киев на 31 август 1914 г. Година след раждането на Лидия семейството се преселва във Видин, бащата д-р Цухлев скоро е мобилизиран и загива в Първата световна война. Дъщерите завършват гимназия във Видин и с майка си се преселват в София.
В столицата Лидия завършва Художествената академия и след време се омъжва за колегата художник Георги Ковачев. Ражда му син Николай, разболява се тежко и се развеждат през 1955 г.

## Борба за здраве
Заболявания
На 30-годишна възраст при военната оскъдица младата художничка получава туберкулозно огнище в единия си бял дроб. Следват 10 години, които прекарва по лекарски кабинети, диспансери и санаториуми. Въпреки лечението се появяват нови болести: двустранна белодробна туберкулоза, цироза на черния дроб и тежка депресия. Има наднормено тегло, тялото ѝ е подпухнало. Лекуващият я лекар прогнозира, че ѝ остават 2 – 3 месеца живот.
„Вечен студент“
В този критичен момент от своя живот Лидия Ковачева научава за лечебното гладуване. Тъй като тогава в България няма лекар-специалист, занимаващ се с това, тя се заема да търси материали и да изучава принципите на гладолечението. Започва с литературата, събрана от семейния приятел адвоката Стойко Христов, запален по лечебното гладуване.
Запознава се с трудовете на руския професор Юрий Николаев, на Хърбърт Шелтън, Аре Веерланд, Ал. Залманов, Пол Брег, Робърт Мак Карисън и други. Сама казва, че се е превърнала във „вечен студент по медицина“. Л. Ковачева стига до извода, че „човешкият организъм притежава способността да се самовъзстановява и самолекува и това трябва да става безболезнено, неагресивно, с лекота и ласка“.
Последователи

Сред нейните последователи са лекари и диетолози:
- д-р Людмила Емилова[8][9] (Варна),
- д-р Георги Гайдурков[10][11] (София),
- д-р Вергиния Георгиева[12][13] (Банкя),
- д-р Павлина Николова[14] (София),
- диетологът специалист по лечебно хранене Георги Славов[15] (с. Емона).

Почива на 88 години от мозъчен инсулт на 5 октомври 2002 г. Последната ѝ книга „Дълголетието – мечта или действителност“ остава недовършена.